# Tarifa elèctrica nocturna
La tarifa elèctrica nocturna és una tarifa reduïda per fomentar l'ús d'electricitat durant la nit, quan la demanda disminueix.
Aquesta tarifa s'ha de demanar a la companyia elèctrica. A Espanya es fa un descompte del 55% en horari nocturn, en canvi s'afegeix una petita penalització del 3% al consum durant el dia.
Pel que comença compensar quan el consum nocturn mitjà és un 5,5% del que es produeix durant el dia.
"L'horari bonificat, horari vall, és de març a octubre de 23.00 a 7.00, i d'octubre a març de 24.00 a 8.00, coincidint, en ambdós casos, amb els canvis horaris que es realitzen l'últim diumenge de març i octubre."
Encara que la tarifa nocturna no sembli un estalvi energètic real, sinó només econòmic, la millora del repartiment del consum al llarg del dia evita sobredimensionar el parc de centrals i construir noves. Es disminueix l'ús de centrals específiques per consums en horari punta i es fan servir les centrals de base prop de punt òptim durant més temps.

## Canvi de la tarifa nocturna el 2008 (Espanya)
El juliol de 2008 canviarà el sistema de tarifació actual. Pot produir un increment de la factura de fins al 49%, encara que en algunes circumstàncies podria ser més avantatjosa.
El descompte en horari nocturn es redueix del 55% al 47%. Com a avantatge per al consumidor s'augmenta el període amb descompte de 8 a 14 hores diàries. El sobrecàrrec per consum durant el dia (de 12:00 a 22:00 a l'estiu) puja considerablement (passa d'un 3% a un 35%)
Un altre avantatge que tenia el sistema anterior era que la potència contractada no es tenia en compte durant l'horari nocturn. La potència contractada és el límit de potència que es pot consumir en un moment donat. Es regula amb el sistema ICP (interruptor de control de potència). És un tipus de magnetotèrmic la missió és impedir que un usuari consumeixi més potència de la que té contractada.
Amb el nou sistema, la potència contractada haurà de ser igual en els dos horaris. Com que la tarifa nocturna s'usa sovint amb sistemes de calefacció el consum nocturn sol ser més gran que el diürn i el consumidor haurà de contractar una potència més gran i més cara.
El nou sistema té pocs avantatges per a les centrals productores, excepte la major recaptació. L'horari amb descompte s'amplia a trams horaris amb major consum habitual. D'altra banda, en tenir més temps per acumular la calor en els sistemes de calefacció, es pot baixar la potència dels acumuladors. El consum serà més uniforme, però també es reduirà el consum durant l'horari amb menor consum (12:00-7:00 aprox)
La modificació de la instal·lació també és una despesa no previst per a l'usuari.
La Ocupacional, Arxivat 2008-05-12 a Wayback Machine. han demanat que no s'efectuï el canvi.

### Desavantatges de la tarifa anterior al 2008
L'objectiu fonamental de la tarifa nocturna era transferir part del consum diürn a l'horari nocturn. No obstant això, a causa del baix preu nocturn s'han instal·lat moltes calefaccions elèctriques nocturnes. Amb el que s'ha generat un nou consum elèctric en comptes de principalment transferir la demanda actual a la nit.

### Notícies relacionades amb el canvi
- Els usuaris estudien si la fi de la tarifa nocturna és inconstitucional Arxivat 2008-05-12 a Wayback Machine.